# Rimski most na Hanu na Cetini
Rimski most (Hippus) kod današnjeg Hana na Cetini, bivši most. Nalazi se na starom trgovačkom putu koji je vodio iz Salone preko Cetine u unutrašnjost rimske provincije Dalmacije. Bio je iznimno važan za promet ljudi i roba i rimska cesta prolazila je preko njega.
Nalazio je dvjesta metara od današnjeg kamenog mosta iz 1846./49. godine. Očuvanost rimskog mosta razvidna je u toponimu Mostine, gdje se rimski most nalazio, kod današnje Tripalove mlinice. Kraj okolo mosta bio je gospodarski važan i aktivan. Tu su bile stambeno-gospodarske zgrade, villae rusticae, od koje danas imamo ostatke te radionicu za proizvodnju crijepa i opeke gdje su ostatci 1956. pronađeni ali nažalost i uništeni, blizu Zadružnog doma, jezgre današnje školske zgrade u Obrovcu Sinjskom – Hanu. Rimski je most preživio do u srednji vijek.
Turci su ga vjerojatno obnovili. Ne znamo jesu li napravili sasvim novi na istoj lokaciji ili na postojećem rimskom mostu izvršili popravke i nadogradnje.